# Merufe
Merufe is een plaats (freguesia) in de Portugese gemeente Monção en telt 1237 inwoners (2001).

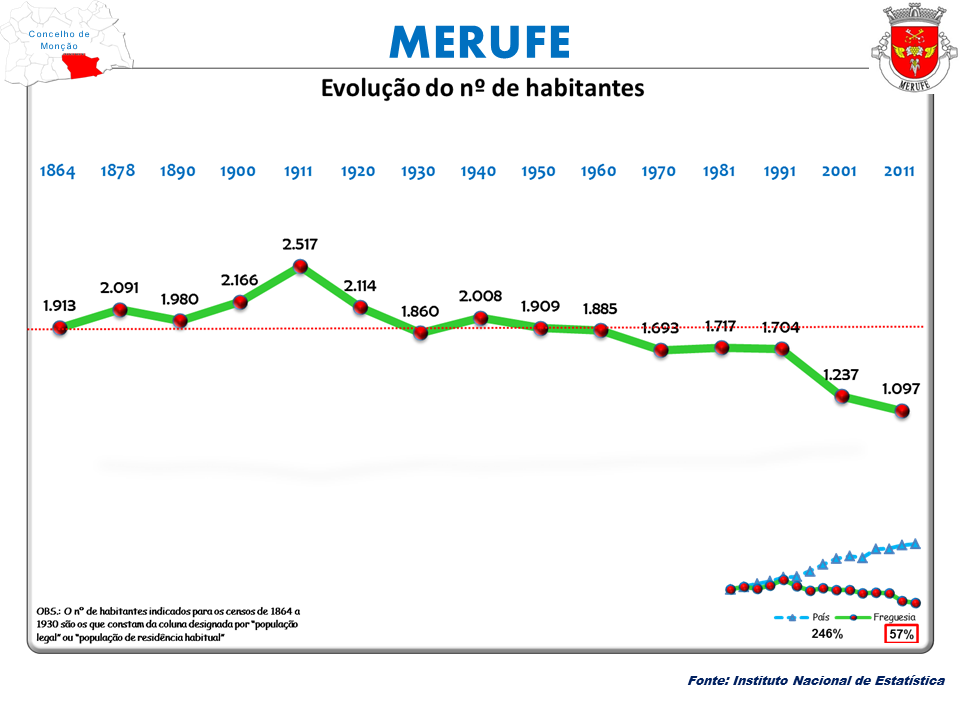
Bevolkingsontwikkeling tussen 1864 en 2011